# Rudolph Friedrich Niemann
Rudolph Friedrich Niemann (* 4. Dezember 1838 in Wesselburen; † 3. Mai 1898 in Wiesbaden) war ein deutscher Pianist, Komponist und Musikpädagoge. Sein Bruder war der Violinist Gustav Adolf Niemann, sein Sohn der Musikwissenschaftler und Komponist Walter Niemann.

## Leben und Werk
Rudolph Friedrich Niemann war der Sohn eines Organisten. Er studierte in Leipzig, Paris und Berlin bei Hans von Bülow und Friedrich Kiel. Er wirkte von 1864 bis 1883 in Hamburg und ließ sich 1884 in Wiesbaden nieder. Dort wurde er 1895 Lehrer am Albert-Fuchs-Konservatorium. Als Komponist ging er von Robert Schumann, Frédéric Chopin, Adolf Jensen und Joachim Raff aus. Er zeichnete sich auf dem Gebiet des Genrestücks für Klavier und Kammermusik aus.